# Проблема 2000 року

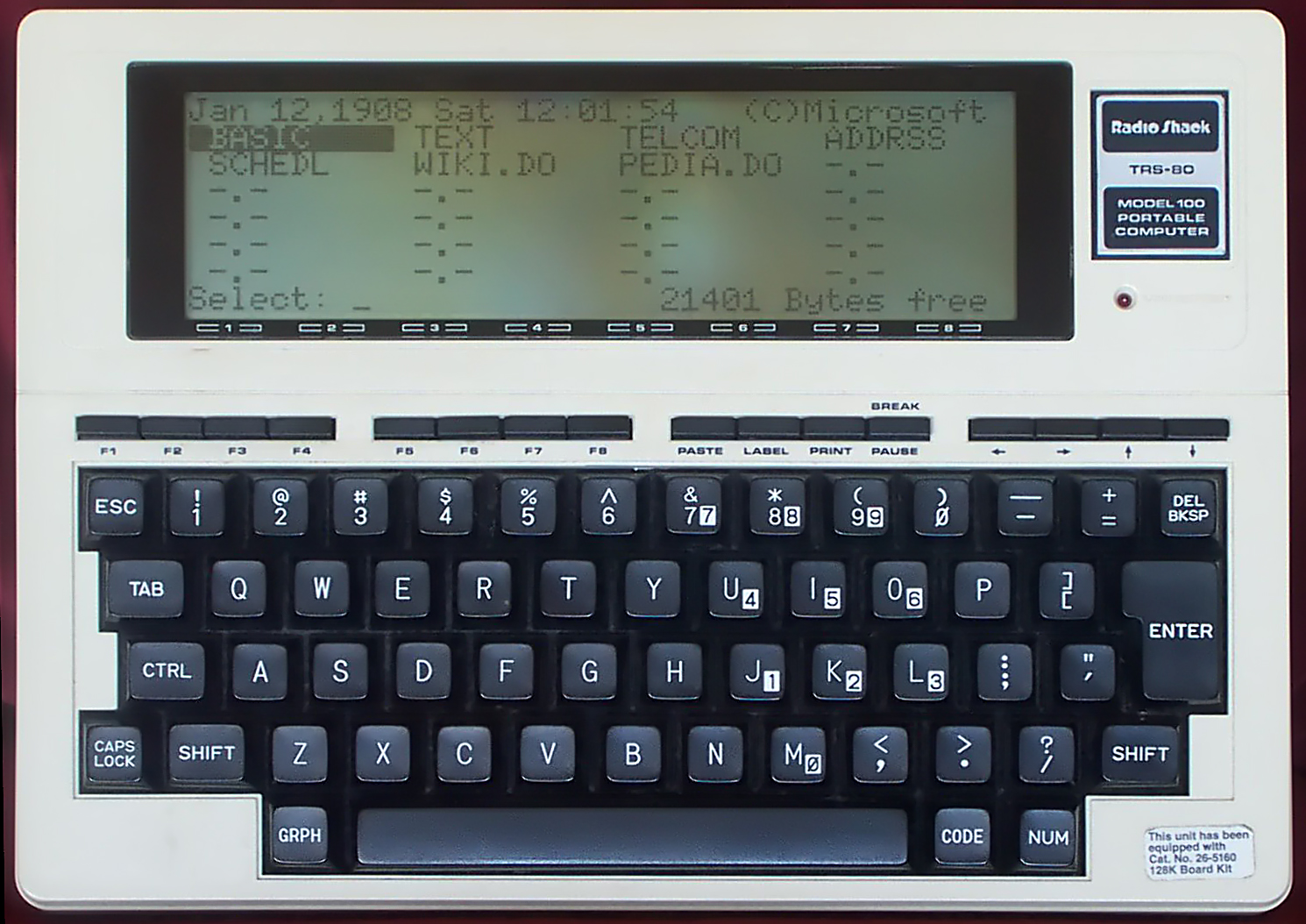
Мікрокомп'ютер TRS-80, несумісний Y2K
На індикаторі 1908 рік замість 2008

Проблема 2000 року — проблема можливості неправильної роботи програмного забезпечення у зв'язку з переходом від 1999 до 2000 року. Також має назви «проблема Y2K» або «Y2K-сумісність», де Y — англ. year (рік), K — kilo- (1000 в системі СІ)).
Проблема пов'язана з тим, що розробники програмного забезпечення, випущеного в XX столітті, іноді використовували два знаки для представлення року в датах, перші два неявно вважалися рівними 19. Наприклад 1 січня 1961 року такими програмами зберігалося як 01 01 61. Деякі обчислювальні машини мали апаратну обробку дати, проте також всього два десяткових знаки. При настанні 1 січня 2000 при двозначному поданні року час «закільцьовувався» — після 99 наставав 00 рік, тобто 99+1 = 100, але старший розряд не зберігався і для подальшої роботи використовувалося 00. Це інтерпретувалася багатьма старими програмами як 1900, а це, зі свого боку, могло призвести до серйозних збоїв у роботі критичних додатків, наприклад, систем управління технологічними процесами й фінансових програм.
Втім, більшість систем керування працює лише з інтервалами часу і не використовує дату; в таких системах проблеми не виникали.

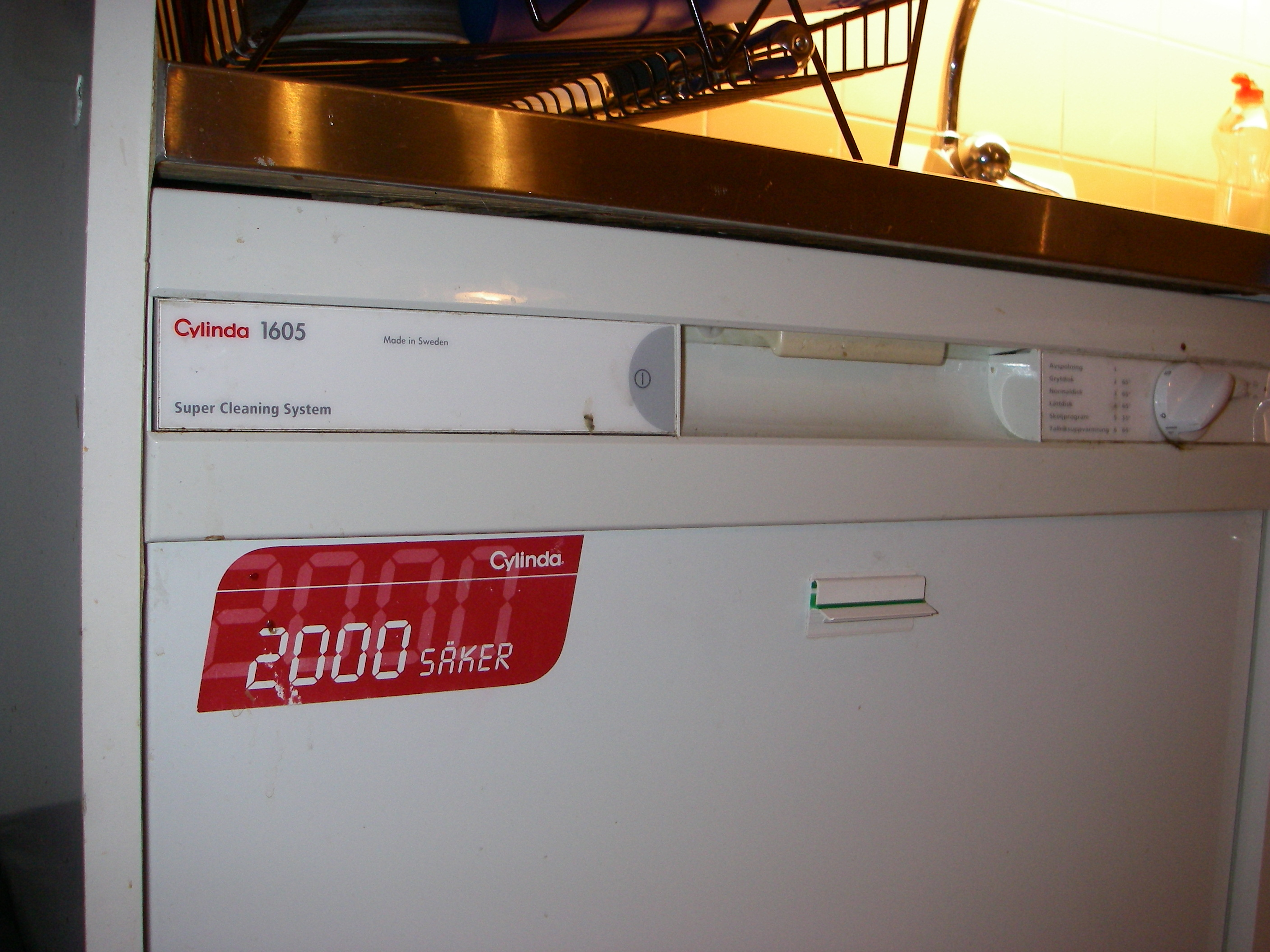
«Y2K-сумісна» пральна машина

У галузях, де дати відіграють важливу роль, з настанням 2000 року могли виникнути серйозні проблеми. Це вимагало перевірки використовуваного програмного забезпечення, для чого створювалися відповідні комісії. Наприклад, МОЗ України у квітні 1999 року видало наказ про створення галузевої комісії.
Перевірене програмне забезпечення й вироби з вбудованим програмним забезпеченням позначалися знаком англ. Y2K-compliant або просто великим зображенням числа 2000. Через роздмуханий навколо проблеми ажіотаж таким знаком позначалися навіть ніяк не зав'язані на дату пристрої, наприклад, пральні машини (фото праворуч).